# Мельниченко Максим Русланович
Максим Русланович Мельниченко (нар. 12 лютого 2005, Одеса, Україна) — український футболіст, півзахисник житомирського «Полісся». Бронзовий призер юнацького чемпіонату Європи 2024 у складі збірної України U-19.

## Клубна кар'єра
Народився в Одесі. Вихованець «Чорноморця», звідки у липні 2021 року перейшов до академії «Дніпра-1». Спочатку виступав за дніпровський клуб в юнацькому чемпіонаті України. За першу команду «Дніпра-1» дебютував 12 березня 2024 року в нічийному (1:1) виїзному поєдинку 21-го туру Прем'єр-ліги України проти черкаського ЛНЗ. Максим вийшов на поле на 76-й хвилині замість Сергія Горбунова. До завершення сезону 2023/24 років встиг зіграти у 2-х матчах Прем'єр-ліги.
На початку липня 2024 року підписав контракт з «Карпатами».

## Кар'єра в збірній
На міжнародному рівні дебютував за юнацьку збірну України (U-16) 24 вересня 2019 року в нічийному (1:1) виїзному товариському матчі проти однолітків з Бельгії. Максименко вийшов на поле на 41-й хвилині замість Івана Лосенка.
Отримав виклик до юнацької збірної України (U-19) для участі в кваліфікації юнацького чемпіонату Європи-2024 на Мальті. Дебютував за команду U-19 15 листопада 2023 року в переможному (3:1) домашньому поєдинку 7-ї групи кваліфікації юнацького чемпіонату Європи (U-19) проти однолітків з Мальти. Максим вийшов на поле в стратовому складі та відіграв увесь матч. Капітан юнацької збірної України в матчах еліт-раунду кваліфікації юнацького чемпіонату Європи 2024 (U-19), допоміг здобути путівку до фінальної частини чемпіонату Європи.
У березні 2024 року викликаний тренером Дмитром Михайленком до остаточного списку гравців юнацької збірної України (U-19) для участі в еліт-раунді кваліфікації юнацького (U-19) чемпіонату Європи 2024 року.

## Досягнення
Юнацька збірна України (U-19):
 Бронзовий призер юнацького чемпіонату Європи: 2024